# ASI Abengourou
El ASI Abengourou es un equipo de fútbol de Costa de Marfil que milita en la Primera División de Costa de Marfil, la liga de fútbol más importante del país.

## Historia
Fue fundado en el año 1951 en la ciudad de Abengourou y nunca han ganado el título de la máxima categoría. Su logro más importante ha sido ganar la Copa de Costa de Marfil en 1988 en 2 finales a las que han llegado.
A nivel internacional han participado en 1 torneo continental, en la Recopa Africana 1989, en la que fueron eliminados en la primera ronda por el LPRC Oilers de Liberia.

## Palmarés
- Copa de Costa de Marfil: 1

1988
- - Finalista: 1

2011

## Participación en competiciones de la CAF
| Temporada | Torneo          | Ronda | Club        | Casa | Visita | Global |
| --------- | --------------- | ----- | ----------- | ---- | ------ | ------ |
| 1989      | Recopa Africana | 1     | LPRC Oilers | 3-2  | 0-2    | 3-4    |